# Morvay Alajos
Morvay Alajos, Morvai Lajos (Budapest, 1890. július 9. – Torbágy, 1931. szeptember 13.) magyar vasutas, mozdonyvezető. A biatorbágyi merénylet néven elhíresült magyarországi terrorcselekmény egyik halálos áldozata volt, s egyben az esemény hőse is, hiszen – mint az utólagos vizsgálat megállapította – személyes helytállásával mentette meg közel száz ember életét.
Élettörténetéről nagyon kevés adat ismert, szinte csak a halála napjáról maradtak fent adatok a személyével kapcsolatban. Szülei Morvai József és Jappich/Joppich Mária voltak. Házas ember volt (felesége Bertl Róza volt, akivel 1917. december 26-án kötött házasságot Bécsben, az ottakringi plébánián) és a Pesti Hírlap előfizetője; egy fiúgyereket nevelt, aki 1926 körül születhetett, 1931-ben öt éves volt. Ő maga főmozdonyvezetőként dolgozott a MÁV-nál.

## Hőstette
1931. szeptember 12-én 23 óra 30 perckor a 10. számú bécsi gyorsvonatot vezetve indult el a Keleti pályaudvarról Bécs felé. A szerelvényen 105 utas és 10 főnyi személyzet tartózkodott, amikor – nagyjából 13-án 0 óra 12 perc körül, megközelítőleg 70 km/h-s sebességgel – elérte a biatorbágyi vasúti viaduktot.
A viadukt közvetlen közelében pokolgép robbant fel a sínpályán a vonat alatt, ami miatt a több mint 140 tonnát nyomó, 301-es sorozatú mozdony kisiklott, majd lefordult a viaduktról és megindult a 29 – más adat szerint 26 – méteres mélységbe, magával rántva a mögötte lévő hat vagont is. A hetedik kocsi előtt azonban elszakadt a csatolás, így az a kocsi, bár kisiklott, de a hídon maradt, az azt követő öt pedig a sínen maradva állt meg.
Ez, mint utóbb bebizonyosodott, Morvaynak volt köszönhető, aki a rendelkezésére álló, mindössze nagyjából öt másodpercnyi idő alatt képes volt reagálni az eseményekre, és – bár a mozdony akkor már valószínűleg a levegőben volt – még be tudta húzni a vészféket, ami a szerelvény minden tengelyénél fékhatást idézett elő. Emiatt szakadt el a csatolás a hatodik kocsi mögött, és így történhetett meg, hogy a szerelvény hátsó fele elkerülte a lezuhanást. Morvay így nemcsak azoknak az életét mentette meg, akik ebben a hat kocsiban utaztak, de azok közül is sokakét, akik a kisiklottakon tartózkodtak, hiszen a fékhatásnak köszönhetően nem zuhant rájuk további hat vasúti kocsi is.
A gőzmozdony mintegy öt másodperccel a hídon történt robbanást követően a földbe csapódott, majd a kazánja is felrobbant. Morvay Alajosnak esélye sem volt a túlélésre, a vezetőkabinban vele utazó fűtővel, Nemes Miklóssal együtt azonnal szörnyet halt. Földi maradványait úgy találták meg, hogy élettelen keze még akkor is a fékkart szorította. A rákospalotai köztemető egyik díszsírhelyén helyezték örök nyugalomra, hősnek kijáró tisztelettel, komoly tömeg jelenlétében.

## Emlékezete
A biatorbágyi merényletben érintett 301.001-es számú gőzmozdonyt később Fialovits Béla, az Északi fűtőház elöljárója újjáépíttette, a védházának oldalára pedig egy ovális emléktábla került, a merényletben életét vesztett Morvay Alajos főmozdonyvezető és Nemes Miklós fűtő emlékére. Ma már azonban a mozdony nincs meg, a MÁV hatvani fűtőháza 1966. augusztus 13-án leselejtezte.

## Kapcsolódó szócikk
- Matuska Szilveszter